# 额尔德尼庙
额尔德尼庙，赐名“安寿寺”，位于内蒙古自治区锡林郭勒盟苏尼特左旗，是一座藏传佛教格鲁派寺院。

## 简介
额尔德尼庙位于巴彦淖尔苏木查干宝力格嘎查。苏尼特左旗第四代郡王垂济恭苏咙，于1714年建立此庙。1829年，苏尼特左旗第十代郡王成札布（垂济恭苏咙的第六代孙）修建额尔德尼庙，并上报皇帝，光绪帝赐匾为“安寿寺”，准20名度牒。成札布为祭奠满洲公主而修建该庙，造成巨额债务。该庙有1个殿，5个寺堂，以及舍院，有葛根（藏人）及数十名喇嘛。旧时，该庙用的大锅两口，中锅五口，现存大锅、中锅各一口。大锅高137厘米，直径190厘米，可容180担水，约800公斤；中锅高50厘米，直径80厘米。
1969年，额尔德尼庙被毁。